# Volkssturm
Volkssturm – formacja o charakterze pospolitego ruszenia, sformowana w III Rzeszy w ostatniej fazie II wojny światowej. Volkssturm przedstawiał niską wartość bojową (żołnierze często w wieku pozapoborowym, źle wyposażeni, uzbrojeni i wyszkoleni), z tego względu przeznaczony był głównie do zadań pomocniczych względem Wehrmachtu.

## Utworzenie

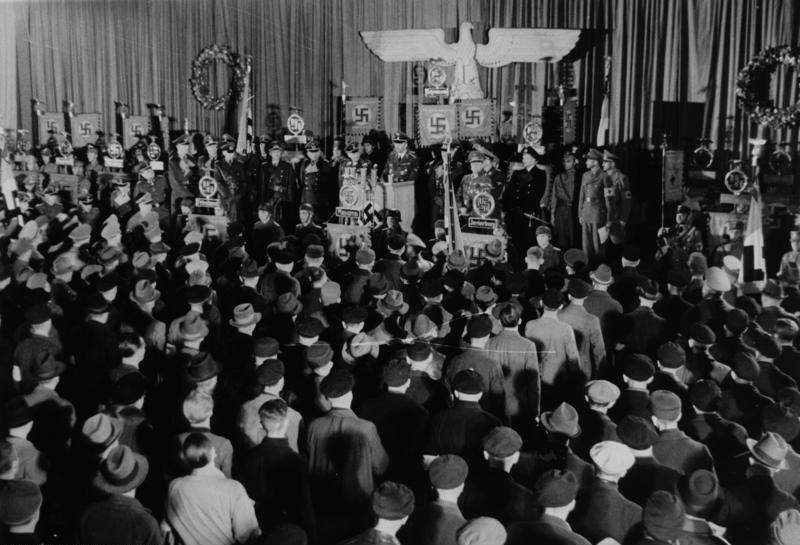
Heinrich Himmler uroczyście ogłasza powołanie do życia Volkssturmu (Prusy Wschodnie, 1944)

Volkssturm został powołany do życia dekretem podpisanym przez Adolfa Hitlera 25 września 1944 r. zaczynającym się od apelu:

Ponieważ zawiedli nas wszyscy nasi europejscy sojusznicy, po pięciu latach najcięższej walki wróg na niektórych frontach stoi w pobliżu granic Niemiec. Wytęża swoje siły, aby pobić naszą Rzeszę, zniszczyć naród niemiecki i jego ustrój społeczny, a jego ostatecznym celem jest wytępienie niemieckiego człowieka... Znanej nam totalnej woli naszych żydowskich międzynarodowych wrogów przeciwstawimy totalną walkę wszystkich ludzi niemieckich...
Dla wzmocnienia aktywnych sił naszego Wehrmachtu, a w szczególności dla prowadzenia nieubłaganej walki wszędzie tam, gdzie wróg zechce stanąć na niemieckiej ziemi, wzywam wszystkich zdolnych do noszenia broni niemieckich mężczyzn, aby stanęli do walki.

Koncepcja powołania tej formacji wynikała z coraz bardziej dotkliwych strat ponoszonych przez Wehrmacht, zwłaszcza na froncie wschodnim. Aby je zrównoważyć, jesienią 1944 r. powoływano pod broń mężczyzn w wieku od 16 do 60 lat. Potrzeby frontu były jednak znacznie większe. Znaleźli się w tej grupie wszyscy objęci obowiązkiem pracy, którzy ze względu na zatrudnienie w gospodarce pozostawali dotychczas poza wojskiem, a których wcielenie do wojska zwykłą drogą było utrudnione z powodu braku czasu. Do jednostek trafili między innymi urzędnicy, sklepikarze, robotnicy i młodzi chłopcy z Hitlerjugend (HJ). Kadrę zamierzano uzyskać spośród dowódców różnych organizacji partyjnych: SA, SS, NSKK i HJ.
Organizację nad tworzonymi oddziałami powierzono NSDAP. Do gauleiterów okręgów partii wysłano tajną informację o podpisaniu dekretu przez Hitlera. 20 października 1944 r. Reichsführer-SS Heinrich Himmler uroczyście ogłosił powołanie do życia Volkssturmu.
Szefem sztabu był gen. Hans Kissel.

## Umundurowanie i uzbrojenie

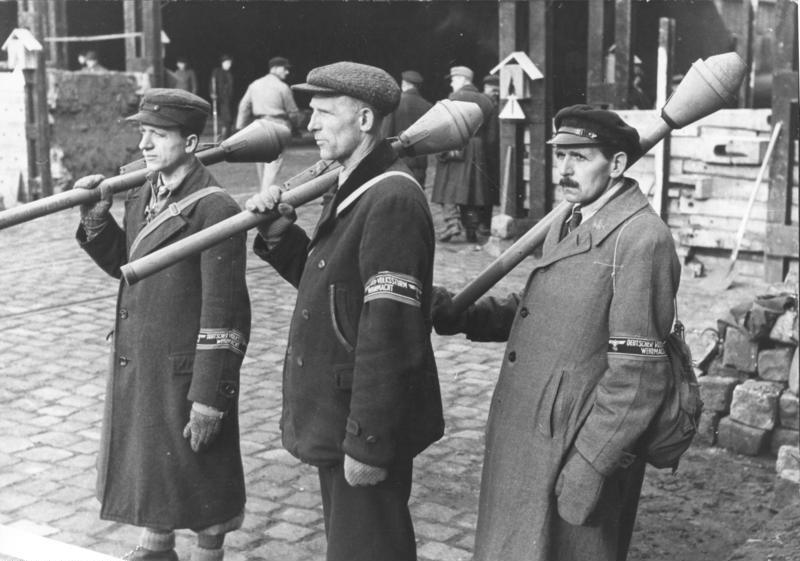
Żołnierze Volkssturmu w ubraniach cywilnych, uzbrojeni w panzerfausty

Członkowie Volkssturmu często nie otrzymywali umundurowania, nosząc jedynie opaski z napisem Deutsche Wehrmacht lub Deutscher Volkssturm – Wehrmacht na cywilnym ubraniu. Uzbrajani byli głównie w broń wycofywaną z jednostek liniowych, zdobyczną, a nawet myśliwską. Za przykład mogą posłużyć karabiny Gew98 z okresu I wojny światowej, czy wycofywane z uzbrojenia Luftwaffe lotnicze karabiny maszynowe (MG 15, MG 17, MG 81). Ze względu na niewystarczającą ilość broni tego typu, oraz priorytetowe kierowanie broni regulaminowej do oddziałów frontowych, specjalnie dla Volkssturmu uruchomiono produkcję różnego rodzaju prymitywnej (ale łatwej w produkcji) broni strzeleckiej, jak np. seria karabinów Volkssturmgewehr, pistolet Volkspistole czy pistolet maszynowy MP 3008.
Mimo to, do Volkssturmu kierowano również niektóre typy broni nowoczesnej, jak np. ręczne granatniki przeciwpancerne panzerfaust i panzerschreck oraz miotacze ognia Einstossflammenwerfer 46.

## Koncepcje użycia

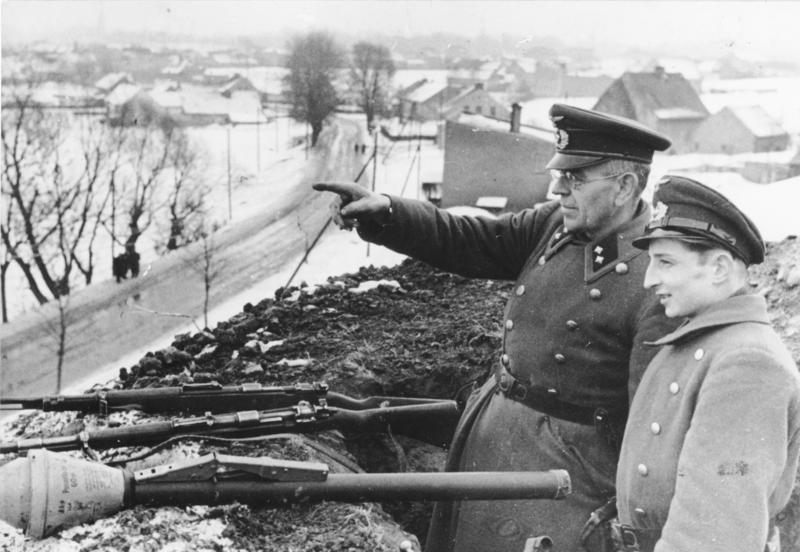
Żołnierze Volkssturmu na stanowisku w Raciborzu (Górny Śląsk), 1945

Do Volkssturmu zamierzano powołać łącznie około sześciu milionów ludzi, a więc prawie wszystkich mężczyzn z roczników 1894–1928, zorganizowanych w 6710 batalionach. Przewidywano użycie Volkssturmu między innymi do: ochrony granic lub innych tyłowych pozycji, obsadzenia części umocnień, w tym twierdz i rejonów fortecznych, do lokalnej obrony terenu i zapór przeciwpancernych, zanim nadciągną jednostki Wehrmachtu.
Początkowo, czyli w roku 1944, Volkssturm był wykorzystywany jako formacja obrony terytorialnej do ochrony dróg i linii kolejowych oraz umocnień. Od stycznia 1945 r. bataliony Volkssturmu były wysyłane na pierwszą linię frontu.
W literaturze naukowej i popularnej pisze się często o słabym przygotowaniu bojowym Volkssturmu. Zaprzecza takim poglądom Franz W. Seidler, autor książki Deutscher Volkssturm Das letzte Aufgebot 1944/45 (München 1991). Pomimo słabego uzbrojenia formacja odznaczała się karnością i niekiedy lepszym wyszkoleniem niż część formacji frontowych, gdyż ponad 2/3 żołnierzy miało za sobą służbę liniową na frontach I wojny światowej. Z racji zaawansowanego wieku, posiadania rodziny i potrzeby stabilizacji oraz chęci przeżycia wola walki była jednak znacznie osłabiona. Władze liczyły, że żołnierze Volkssturmu będą bronić swojego miejsca zamieszkania i najbliższych, co miałoby pozytywnie wpłynąć na morale. W praktyce okazało się to – zwłaszcza na terenach wschodnich Rzeszy w obliczu natarcia Armii Czerwonej – słusznym pomysłem.

## Stopnie Volkssturmu

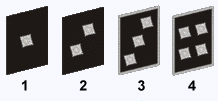
Stopnie Volkssturmu

- Volkssturmmann – szeregowy (brak oznaczeń na patkach mundurowych)
- Gruppenführer (1) – dowódca drużyny
- Zugführer (2) – dowódca plutonu
- Kompanieführer (3) – dowódca kompanii
- Bataillonsführer (4) – dowódca batalionu

## Walki

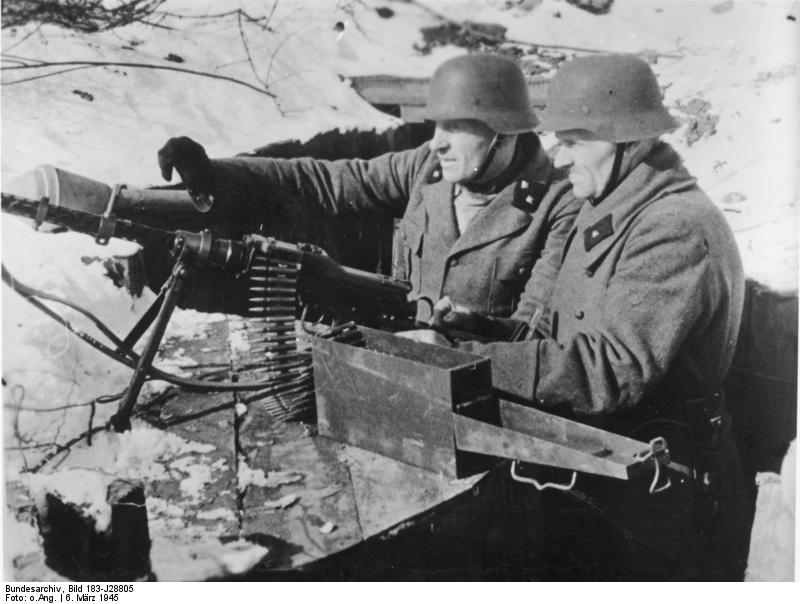
Żołnierze Volkssturmu z karabinem maszynowym MG 81 (służącym wcześniej jako broń pokładowa w samolotach)

Na froncie zachodnim volkssturmiści poddawali się często bez próby podjęcia walki. Perspektywa niewoli u aliantów zachodnich nie odstraszała. Odmienna sytuacja występowała na froncie wschodnim. Propaganda niemiecka przedstawiała Sowietów w jak najgorszym świetle, nazywała „dziczą azjatycką”. Przeświadczenie, że Armia Czerwona dąży do zniszczenia narodu niemieckiego, powodowało, że Volkssturm walczył zaciekle. W dniu 20 kwietnia 1945 r. Hitler odznaczył młodych volkssturmistów z Hitlerjugend za zniszczenie radzieckich czołgów przy pomocy panzerfaustów.
Żołnierze Volkssturmu wzięli udział w obronie Kostrzyna, Kołobrzegu, Wrocławia (około 15 000 osób – jedna trzecia załogi), Berlina (ponad 40 000 żołnierzy, w większości nieuzbrojonych), w walkach na zachodzie (głównie 19 Armia), między innymi w Schwarzwaldzie. Oddziały Volkssturmu nie utworzyły samodzielnych jednostek większych od batalionu, weszły jednak w skład Grup Dywizyjnych Breisach i von Witzleben oraz 1005 Brygady (wchodzącej w skład 89 Dywizji Piechoty). Dywizje grenadierów ludowych (Volks-Grenadier-Divisionen), mimo swej nazwy, nie miały podporządkowanych zbyt wielu jednostek Volkssturmu.

## Status
Członkowie podlegali konwencjom haskim z 1907 o prowadzeniu wojny na lądzie. W październiku 1944 alianci zachodni uznali status żołnierzy tej formacji, ale Armia Czerwona traktowała członków Volkssturmu gorzej od Waffen-SS i regularnej armii.